# Peter Alexander
Peter Alexander, vlastním jménem Peter Alexander Ferdinand Maximilian Neumayer (30. června 1926 Vídeň – 12. února 2011 Vídeň) byl rakouský zpěvák, herec a konferenciér. Především v 60., 70. a 80. letech 20. století patřil k nejoblíbenějším zábavním umělcům v Rakousku a Německu.
V letech 1969 až 1996 moderoval televizní pořad Peter-Alexander-Show. Měl vztah i k Československu. Ve Znojmě studoval střední školu. Jeho matka byla sudetská Němka, narodila se v Plzni. Byl to přítel Karla Gotta.

## Vyznamenání
- Čestný kříž Za vědu a umění I. třídy[1] (1974)